# Yukon New Democratic Party
Die Yukon New Democratic Party (NDP; frz. Nouveau Parti démocratique du Yukon) ist eine sozialdemokratische politische Partei im kanadischen Territorium Yukon. Sie ist ein integraler Bestandteil der auf Bundesebene operierenden New Democratic Party und stellt deren regionale Sektion in dem Territorium dar.

## Geschichte
Wie die anderen Regionalparteien Yukons, die Yukon Progressive Conservative Party und die Yukon Liberal Party, wurde die Yukon New Democratic Party formell im Jahr 1978 gegründet, als das Territorium größere Autonomie als zuvor durch die Bundesregierung zugesprochen bekam. In diesem Jahr wurde auch die erste Wahl zur Legislativversammlung von Yukon vorgenommen, bei der Tony Penikett den einzigen Sitz für die NDP errang.
Nachdem die Partei bei der Wahl des Jahres 1982 die Zahl ihrer Mandate auf sechs vergrößert hatte, gelang drei Jahre später ein weiterer Zuwachs auf acht Sitze, woraufhin Tony Penikett als Premierminister von Yukon eine Minderheitsregierung bildete. Die Wahl von 1989 brachte der NDP den neunten Sitz im 16-köpfigen Territorialparlament ein, wodurch Penikett nun einer Regierung mit absoluter Mehrheit vorstand. 1992 unterlagen die New Democrats der konservativen Yukon Party und gingen mit nur noch sechs Mandaten in die Opposition.
1996 konnte die NDP unter Piers McDonald elf der 17 Sitze in der Legislativversammlung erringen und erneut die Regierung bilden. Bei den folgenden Wahlen ging der Sitzanteil bis 2006 kontinuierlich auf drei zurück; zuletzt war damit nur noch der Status der drittstärksten Partei erreicht worden. 2011 gelang zum bislang letzten Mal ein Erfolg mit einem Zuwachs auf sechs von nun insgesamt 19 Mandaten, womit die NDP wieder als „offizielle Opposition“ der regierenden Yukon Party firmierte. Die Wahl von 2016 brachte dann wieder eine deutliche Niederlage: Die nun nur noch zwei Sitze nahmen die damalige Parteivorsitzende Elizabeth Hanson und Kate White, die 2019 zu ihrer Nachfolgerin gewählt wurde, ein. 2021 gewann die Partei drei Mandate. Nach der Wahl schloss die Partei mit der Yukon Liberal Party ein „Confidence and supply“ Vereinbarung.

## Wahlergebnisse
| Wahl | Sitze total | Kandi- daten | Gew. Sitze | Stimmen | Anteil  |
| ---- | ----------- | ------------ | ---------- | ------- | ------- |
| 1978 | 16          | 14           | 1          | 1.568   | 20,27 % |
| 1982 | 16          | 16           | 6          | 3.689   | 35,42 % |
| 1985 | 16          | 16           | 8          | 4.335   | 41,10 % |
| 1989 | 16          | 16           | 9          | 5.275   | 44,89 % |
| 1992 | 17          | 17           | 6          | 4.571   | 35,08 % |
| 1996 | 17          | 16           | 11         | 5.760   | 39,81 % |
| 2000 | 17          | 17           | 6          | 4.677   | 32,80 % |
| 2002 | 18          | 18           | 5          | 3.763   | 26,87 % |
| 2006 | 18          | 18           | 3          | 3.197   | 23,60 % |
| 2011 | 19          | 18           | 6          | 5.154   | 32,57 % |
| 2016 | 19          | 19           | 2          | 4.928   | 26,23 % |
| 2021 | 19          | 18           | 3          | 5.356   | 28,17 % |

## Vorsitzende der Yukon NDP
- Fred Berger (1978–1981)
- Tony Penikett (1981–1995)
- Piers McDonald (1995–2000)
- Trevor Harding (2000–2001)
- Eric Fairclough (2001–2002)
- Todd Hardy (2002–2009)
- Elizabeth Hanson (2009–2019)
- Kate White (seit 2019)